# Elisabeth von Erdmann
Elisabeth von Erdmann  (* 5. November 1956 in Frankfurt am Main) ist eine deutsche Slawistin.

## Leben
Sie studierte slawische Philologie und Geschichte in Bonn, Freiburg im Breisgau und Zagreb. Nach der Promotion zum Dr. phil. in Freiburg im Breisgau 1986 und Habilitation in Bamberg 1994 wurde sie dort Professorin für Slawische Literaturwissenschaft.
Ihre Forschungsschwerpunkte sind russische, ukrainische und kroatische Literatur- und Kulturgeschichte. Sie beziehen sich besonders auf philosophisch-theologisch-poetologische und kulturhistorische Fragen der Slawistik. Besonderes Interesse gilt der Beschaffenheit von Poetiken einzelner Dichter und literarischer Strömungen.

## Schriften (Auswahl)
- »Poėma bez geroja« von Anna A. Achmatova. Variantenedition und Interpretation von Symbolstrukturen. Köln 1987, ISBN 3-412-05887-4.
- mit Basilius Pandžić, Juraj Dragišić und Johannes Reuchlin: Eine Untersuchung zum Kampf für die jüdischen Bücher mit einem Nachdruck der »Defensio praestantissimi viri Joannis Reuchlin« (1517) von Georgius Benignus (Juraj Dragišić). Bamberg 1989, ISBN 3-87052-621-1.
- Drei anonyme Wörterbücher der kroatischen Sprache aus Dubrovnik, Perugia und Oxford. Zur Sammlung der »disiecta membra« des frühen Opus von Bartol Kašić. Bamberg 1990, ISBN 3-87052-622-X.
- Unähnliche Ähnlichkeit. Die Onto-Poetik des ukrainischen Philosophen Hryhorij Skovoroda (1722–1794). Köln 2005, ISBN 978-3-412-19205-1.